# 雍熙北伐
雍熙北伐是北宋于雍熙三年，发动的一场以收复燕云十六州为目的的北伐。此时北伐主要原因在于辽于太平兴国七年（公元982年，辽乾亨四年）辽景宗去世，辽圣宗即位，赵光义认为其执政未稳，有机可乘。此役初期宋军进展顺利，但由于后期将领冒进，致使战术上出现重大失误，最终导致全面溃败，进而不得不退守至原来的边界。

## 战役背景
由于北宋灭掉了辽的附属国北汉，而辽手中又握有燕云十六州，这两个要素的同时出现直接造成了宋辽之间的交恶。两国边境线从979年开始一直摩擦不断，仅979年和980年两年内，双方成规模的战斗就有四起（高梁河之战、满城之战、雁门之战以及瓦桥关之战）。
太平兴国七年（公元982年，辽乾亨四年）辽景宗去世，辽圣宗即位。此时崇儀使、領平州刺史、知雄州事贺令图及其父岳州刺史贺怀浦，连同文思使薛继昭上书，声称辽刚刚换了皇帝，政事不稳，可以北伐。一直想北伐的赵光义被说动了，甚至决定要亲征，最后被工部尚書、参知政事李至给拦了下来。不过此后没多久，李至就因为“身体原因”被降职为礼部侍郎。

## 战役准备

### 北宋
986年一月，赵光义派天平軍節度使曹彬、河陽三城節度使崔彦进向幽州进发，侍衛親軍馬軍司都指揮使、彰化軍節度使米信、沙洲觀察使杜彦圭从雄州出发，是为东路军；侍衛親軍步軍司都指揮使、靜難軍節度使田重进从定州出发，直扑飞狐城，是为中路军。当年二月，檢校太師、忠武軍節度使潘美、雲州觀察使杨业率部从雁门关出发，扑往云州、应州、朔州方向，是为西路军。
在将领临出发之前，赵光义对曹彬嘱咐了一些作战要领，要求其不要盲目冒进，等待其他军队赶到之后再直取幽州，以防被辽军包抄后路断掉粮道。

### 辽
辽军方面，耶律休哥阻击曹彬部，耶律斜轸迎战潘美部，并以勤德为预备队，驻守平州南岸。

## 战役经过

### 初期阶段

#### 东路军
986年三月，曹彬率部攻克固安。几天后，曹彬又在涿州东部击败辽军，乘胜进攻涿州城北门，并于第二天将其攻陷。进入涿州城后，曹彬派遣部将李继宣率轻骑渡过涿河侦察敌情。数天后，辽军来攻，李继宣率部将其击退。
4月，米信在新城大败辽军。

#### 中路军
986年3月，曹彬攻克固安城的四天后，田重进于飞狐城北击败辽军。当时田重进率部来到飞狐城北的时候，辽军冀州防御使大鹏翼、康州刺史马赟、马军指挥使何万通率部来战。田重进命令部下荆嗣迎战，一天之内连续交战六七次，辽军战况不利，正要撤退，田重进率大部队直接冲击辽军军阵，大鹏翼、马赟、何万通全部被擒。
田重进随即率部包围飞狐城，让先前被俘虏的大鹏翼在城下喊话，让守将投降。一天后，辽军守将、马步军都指挥使吕行德，以及城内的马步军副都指挥使张继从、马军都指挥使刘知进投降。赵光义随即下令，将飞狐升格为飞狐军。此后，田重进包围了灵丘城，数日后辽军守将穆超投降。
4月，在米信获胜的七天后，田重进在飞狐城北再次击败辽军，并杀掉了两名辽军将领。
六天后，田重进部抵达蔚州，辽军内部出现了混乱，左右都押衙李存璋、许彦钦等杀掉了己方的节度使萧默哩，执监城使耿绍忠，举城投降。没多久大批辽军援兵赶到，当时田重进部已经被打残，五个军校只剩下了一个荆嗣，到了大岭的时候，荆嗣率部和辽军激战，最终赶走了对手，蔚州得到了喘息的机会。这次战斗当中，边民中比较骁勇的人团结起来一起抵抗辽军，有些人甚至深夜摸进辽军军营，砍几个脑袋带了出来。赵光义听说此事之后下诏将这些人收编。

#### 西路军
同样是986年3月，潘美从西路攻入，与辽军交战，获胜后直扑寰州，三天后寰州刺史赵彦辛举州而降。西路军随即进攻朔州，辽军守将赵希赞举城投降。在攻下寰州的七天之后，潘美转攻应州，其守将投降。
4月，潘美攻克云州。

### 后期阶段

#### 岐沟关之战
曹彬攻下涿州的消息令赵光义大为惊讶，因为根据之前的嘱咐来看，曹彬的进展有点太快了，很容易被从后方包抄，进而粮道被截斷。
在曹彬攻下涿州之后，辽军将领、南京留守耶律休哥由于兵力太少拒不出战，到了晚上则用小股兵力反复骚扰，白天用精锐部队虚张声势，并派兵埋伏在了树林里，断掉了曹彬的粮道。曹彬坚持了十多天，粮食吃光了，于是退兵至雄州。赵光义听闻之后大惊失色，连忙派人通知曹彬，让曹彬等米信的部队到达之后再出动，联合西路军一起打幽州。
当时曹彬部各位将领在听说潘美部战绩不错之后，纷纷表示自己也要立战功，各种谋划让曹彬不胜其烦，于是带上五十天的粮食重新率部回到涿州。当时辽圣宗亲自跑到涿州以东五十里的位置督战，派耶律休哥和耶律蒲宁二人率兵突袭宋军，宋军一路走一路打，四天之后抵达涿州城。当时天气酷热，士兵疲乏，粮食又不够吃，于是曹彬决定再次放弃涿州。曹彬派卢斌把城内所有百姓顺着狼山带往南方，自己率大军撤退，结果在撤退的路上军队的队形乱了，严重影响了行军速度，耶律休哥就此率部追了上来。在岐沟关，辽军追上了宋军，宋军惨败。曹彬收整残兵连夜退到拒马河南，李继宣率部在拒马河上断后，这才赶跑了追兵。渡河的过程一片混乱，人马相互践踏，死者不计其数，原本要派去幽州的幽州知州刘保勋及其儿子刘利涉也在死者之中。宫苑使王继恩从易州一路跑回东京，赵光义才得知前线的惨状。于是赵光义派遣各将领分别驻扎在边境的几个要地，把曹彬、崔彦进、米信传回朝廷，田重进转入定州，潘美返回代州。至此赵光义基本放弃了先前攻克的几个重点城池。

## 战役影响
岐沟关一役，使得先前中路军和西路军的所有进展基本化为乌有，也使得北宋靠自己的力量收复燕云十六州的努力功亏一篑。
辽军在岐沟关击败宋军之后，把多得把沙河都壅塞住的宋军阵亡将士的尸体堆起来做了京观，此后更是士气大振，耶律休哥升为宋国王，耶律蒲宁、耶律寿宁等将领也都获封。
而宋军精锐部队损失殆尽，士气低落，间接地导致了后期的陈家谷战役和君子馆之战的惨败。